# 프랭키 대로

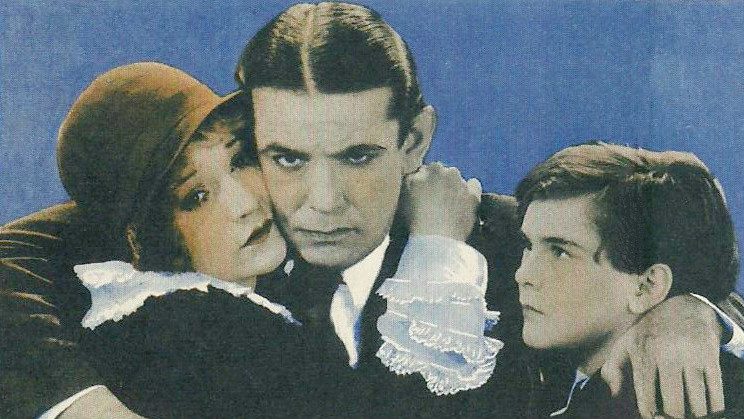

프랭키 대로(Frankie Darro, 1917년 12월 22일 ~ 1976년 12월 25일)는 미국의 배우, 영화배우, 성우이다.
시카고에서 태어났으며 헌팅턴비치에서 사망하였다. 사인은 심근 경색이다.

## 영화
- 싸이코 드라마 (1969년)
- 배트맨 - 66년 TV 시리즈 (1966년)
- 사고뭉치 간호조무사 (1964년)
- 매드 매드 대소동 (1963년)
- 오퍼레이션 페티코트 (1959년)
- 페리 메이슨 (1957년)
- 리빙 잇 업 (1954년)
- 팻과 마이크 (1952년)
- 라이딩 하이 (1950년)
- 레츠 고 콜리짓 (1941년)
- 피노키오 (1940년)
- 쓰루브레드 돈 크라이 (1937년)
- 사라토가 (1937년)
- 경마장의 하루 (1937년)
- 턱보트 애니 (1933년)
- 지옥의 시장 (1933년)
- 쓰리 온 어 매치 (1932년) - 바비 역
- 공공의 적 (1931년)
- 긴 바지 (1927년)
- 키키 (1926년)
- 더 시그널 타워 (1924년)